# Nokia 2100
Le Nokia 2100 est un téléphone mobile bi-bande de la société finlandaise Nokia.

## Historique
Le Nokia 2100 est le téléphone d'entrée de gamme Nokia. Destiné aux utilisateurs qui ne souhaitent que téléphoner et envoyer des messages écrits, il remplace les modèles 3310 et 3410. Il sort en Suisse le 3 avril 2003, au prix de 248 CHF sans abonnement. En France, il est vendu 150 € (prix public conseillé) et 51 $ aux États-Unis. 

## Caractéristiques
Le Nokia 2100 est un téléphone monobloc à antenne interne. Il occupe un volume de 77 cm³. Son débit d'absorption spécifique est de 12,55 W.kg-1. Le champ électrique rayonné par le téléphone est de 4,5 V.m-1 dans un environnement silencieux et 14,2 V.m-1 dans un environnement où le bruit dépasse 50dBA. Il dispose d'un haut-parleur intégré  et des profils de codage audio HR, FR et EFR. L'écran à Thin-film transistor rétroéclairé est au format 1,8:1, avec des dimensions de 35 mm × 28 mm. Il n'y a pas d'écran tactile. Le téléphone dispose d'une fonction économiseur d'écran. Il est fabriqué en quatre couleurs : noir, gris ardoise, rouge vineux et prune foncé et accepte les façades interchangeables Xpress-onTM. La face arrière peut accueillir, dans une pochette, une photographie au format passeport. Le téléphone est vendu avec un adaptateur d'alimentation.

### Appels
Le Nokia 2100 possède 35 sonneries polyphoniques, la possibilité de télécharger sept sonneries MP3 supplémentaires et un vibreur. La signalisation des appels et messages permet, soit de ne pas émettre de sonnerie, soit d'émettre un bip, soit d'émettre la sonnerie, soit d'augmenter progressivement le volume de la sonnerie. Il est aussi possible de faire clignoter l'écran au rythme de la sonnerie.

### Communications
Le Nokia 2100 ne possède ni accès à Internet, ni synchronisation avec un micro-ordinateur. L'émission et la réception se font sur les réseaux 2 G GSM 900 et GSM 1800 (GSM 850 et GSM 1900 aux États-Unis). Le réseau peut être sélectionné automatiquement ou manuellement. Le téléphone admet la numérotation abrégée pour neuf correspondants (le numéro 1 est réservé à la messagerie vocale). Il propose l'appel d'urgence du 112 sans carte SIM et téléphone verrouillé, l'appel en attente, l'appel en instance, le transfert d'appel et un compteur d'appels. La conférence téléphonique est possible avec cinq correspondants au maximum.

### Messages
Pour la saisie des messages SMS, le Nokia 2100 dispose de modèles de message et de la saisie de texte avec dictionnaire (T9 Text Input). Il utilise la saisie intuitive dans dix langues. Il peut être paramétré pour émettre un bip à chaque utilisation d'une touche, ainsi qu'un bip d'avertissement lors de l'utilisation erronée d'une touche.

### Fonctions multimédia
Le Nokia 2100 ne comporte pas de dictaphone ni de carte audio. Il propose les jeux Link5, Space Impact et Snake II. Une fonction « compositeur » permet à l'utilisateur de créer, note à note, ses propres sonneries,.

### Alimentation
Le Nokia 2100 fonctionne avec une batterie lithium-ion Nokia BLD3 de force électromotrice 3,7 V. Elle a une capacité de 2 600 C (0,720 A.h), qui donne au téléphone une autonomie de 3,2 h de communication et de 150 h (six jours) en veille. La recharge de la batterie nécessite environ 1,5 h.

### Mémoire
Le Nokia 2100 peut enregistrer jusqu'à 100 entrées. Il garde en mémoire les vingt derniers numéros composés, les vingt derniers appels reçus et les vingt derniers appels manqués. Il y a la possibilité de créer jusqu'à six listes de diffusion comportant jusqu'à dix numéros

### Planificateur et organisateur
Le Nokia 2100 comporte un réveil avec répétition d'alarme (le même jour de la semaine, le téléphone sonne à la même heure), une calculatrice et un agenda. Il affiche la date et l'heure et possède les fonctions chronomètre et compte à rebours. Il permet les échanges entre la mémoire interne et la carte SIM.

## Concurrents
Les principaux concurrents du Nokia 2100 sont les Siemens A50 et A55.

## Conception
Le Nokia 2100 est couvert par les brevets américains D569823 du 27 mai 2008 et D571795 du 24 juin 2008, de Justin Lyles et Paresh Desai, et D545793 du 3 juillet 2007, de Yun-Su Kim, Min-Hyouk Lee et Chang-Hwan Hwang.

## Utilisation
Une enquête menée auprès de femmes au foyer en Inde a montré que la principale difficulté d'utilisation du Nokia 2100 est liée aux flèches des menus.